# چوکاره
چوکارا (به انگلیسی: Chowkara) یک شهرک در پاکستان است که در ناحیه کرک واقع شده‌است.